# توماس هوبر (لاعب كرة الماء)
توماس هوبر (بالألمانية: Thomas Huber)‏ هو لاعب كرة الماء ألماني، ولد في 4 نوفمبر 1963 في شتوتغارت في ألمانيا.

## وصلات خارجية
- توماس هوبر على موقع الاتحاد الدولي للسباحة (الإنجليزية)
- توماس هوبر على موقع اللجنة الأولمبية الدولية (الإنجليزية)
- توماس هوبر على موقع أوليمبيديا (الإنجليزية)